# Propithecus candidus
Il sifaka candido o sifaka setoso (Propithecus candidus A. Grandidier, 1871) è un lemure della famiglia degli Indriidae. Come tutti i lemuri, è endemico del Madagascar.

## Descrizione

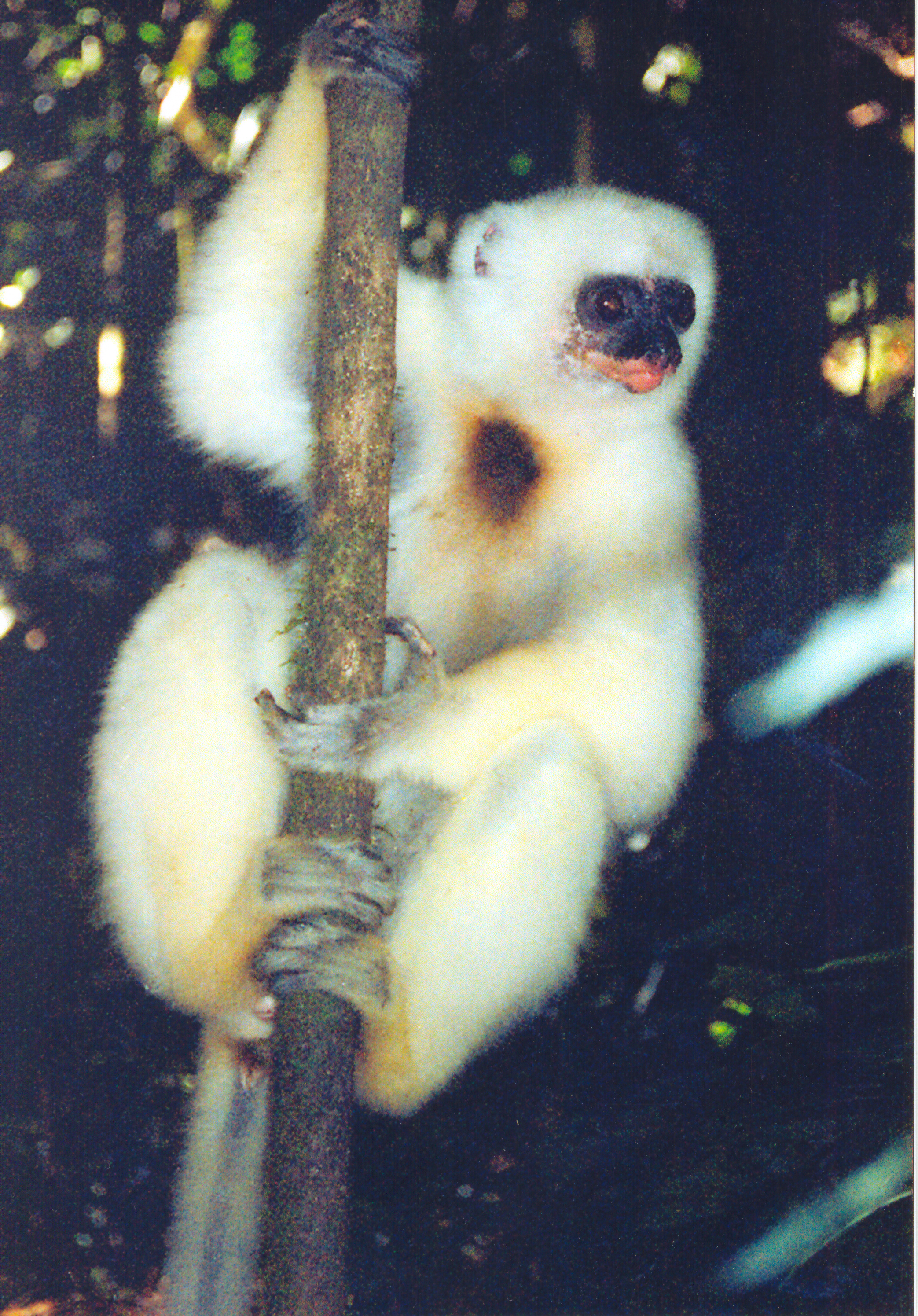

Sono lemuri di taglia medio-grande: hanno una lunghezza media di 95–105 cm e un peso di 5-6,5 kg. La coda è lunga 45–50 cm.
La caratteristica che li contraddistingue è il lungo pelo setoso di color bianco crema.

In alcuni individui sono presenti macchie grigio-argentate sul capo, sul dorso e sulle gambe.
La faccia è glabra e nera, mentre gli occhi sono di color arancio-scuro.
A differenza del P. perrieri e del P. edwardsi, in cui l'aspetto dei due sessi non differisce granché, i maschi e le femmine di P. candidus e P. diadema presentano un certo grado di dimorfismo sessuale cromatico. Possono essere facilmente distinti gli uni dalle altre in base alla colorazione del pelo della parte superiore ventrale del tronco: i maschi adulti esibiscono larghe chiazze brune (chest patch) dovute alle secrezioni di una ghiandola, la cui attività aumenta nel periodo dell'accoppiamento.

## Biologia
I sifaka candidi sono animali diurni e arboricoli. 
Sono abili arrampicatori e potenti saltatori, capaci di compiere lunghi balzi da un albero all'altro.
Sono animali sociali, organizzati in gruppi da 2 a 9 esemplari, con un maschio e una femmina dominanti.
Sono erbivori, si nutrono di foglie, fiori e frutti.
Amano crogiolarsi al sole.

### Riproduzione
Al pari degli altri lemuri i P. candidus sottostanno ad una stretta stagionalità riproduttiva: le femmine sono ricettive per pochi giorni all'anno, in febbraio-marzo. Dopo una gestazione di 4-5 mesi danno alla luce in media un piccolo ogni 2 anni.
Il piccolo rimarrà appeso alla madre sino al gennaio dell'anno successivo.

## Classificazione
In passato il P. candidus era considerato una sottospecie del P. diadema (P. diadema candidus).
Di recente è stato riconosciuto come una specie a sé stante (Vedi bibliografia: Mayor et al., 2004).

## Distribuzione

Distribuzione del propithecus candidus

La specie è endemica del Madagascar nordorientale ove occupa un ristretto areale di circa 2.500 km2.

## Conservazione
È considerato una delle 25 specie di primati maggiormente in pericolo di estinzione. Si stima che nel suo habitat naturale ne sopravvivano da 100 a 1.000 esemplari. Non esistono esemplari in cattività. In base ai criteri della IUCN red list è considerato in pericolo critico di estinzione.
È possibile osservarlo dentro i precari confini del Parco Nazionale di Marojejy e della Riserva Speciale di Anjanaharibe Sud. Non è escluso che alcuni esemplari possano trovarsi in aree di foresta non protetta adiacenti alla riserva Anjanaharibe.
I predatori principali del P. candidus sono il fossa (Cryptoprocta ferox) e l'uomo (Homo sapiens).